# Zygmunt Nowakowski (artysta)
Zygmunt Nowakowski, właśc. Zygmunt Jan Błażej Tempka (ur. 22 stycznia 1891 w Krakowie, zm. 4 października 1963 w Londynie) – polski pisarz, felietonista, dziennikarz, aktor, reżyser teatralny, doktor filologii polskiej.

## Życiorys
Urodził się w rodzinie Błażeja Tempki (1845–1896), urzędnika, i Heleny z Nowakowskich (1855–1936), nauczycielki (jednej z pierwszych kobiet studiujących na Uniwersytecie Jagiellońskim). Miał trzech braci. Dwóch spośród braci to: Tadeusz – lekarz internista i hematolog oraz Władysław – prawnik, polityk, poseł na Sejm RP. Uczęszczał do Gimnazjum Św. Jacka, a następnie im. Sobieskiego w Krakowie. Studiując na UJ polonistykę równolegle pobierał nauki w szkole dramatycznej. W 1911 Ludwik Solski zatrudnił go w Teatrze im. Juliusza Słowackiego. W 1914 wstąpił do Legionów Polskich. Po powrocie z wojny zaczął robić błyskawiczną karierę aktorską otrzymując m.in. role: Poety w Weselu, Konrada w Dziadach, Hrabiego w Nie-Boskiej komedii, Don Ferdynanda w Księciu Niezłomnym.
W latach 1926–1929 był aktorem i dyrektorem Teatru im. Juliusza Słowackiego w Krakowie. Od 1930 był stałym felietonistą „Ilustrowanego Kuryera Codziennego”. Wiceprezes KS Cracovia.

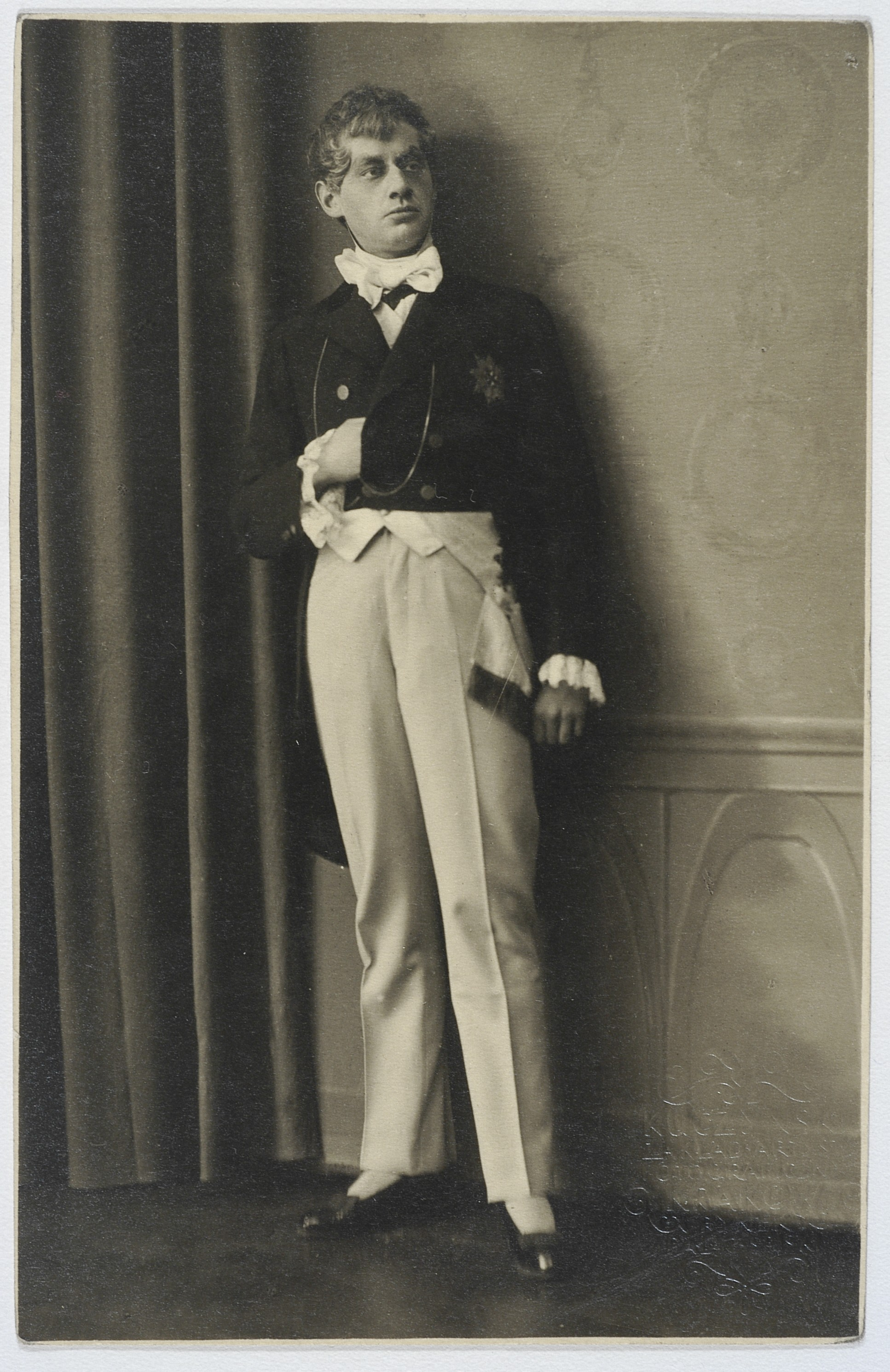
Zygmunt Nowakowski jako książę Metternich w spektaklu Orlę Edmunda Rostanda

W 1935 został laureatem literackiej nagrody miasta Krakowa. W 1938 otrzymał medal brązowy Nagrody im. Leona Reynela za najlepszą sztukę minionego roku, którą została uznana Gałązka rozmarynu.
Od 1939 przebywał na emigracji. W latach 1940–1941 był członkiem Rady Narodowej Rzeczypospolitej Polskiej przy prezydencie Władysławie Raczkiewiczu. W latach 1940–1944 redaktor naczelny „Wiadomości Polskich, Politycznych i Literackich”, redagowanych wspólnie z Mieczysławem Grydzewskim.

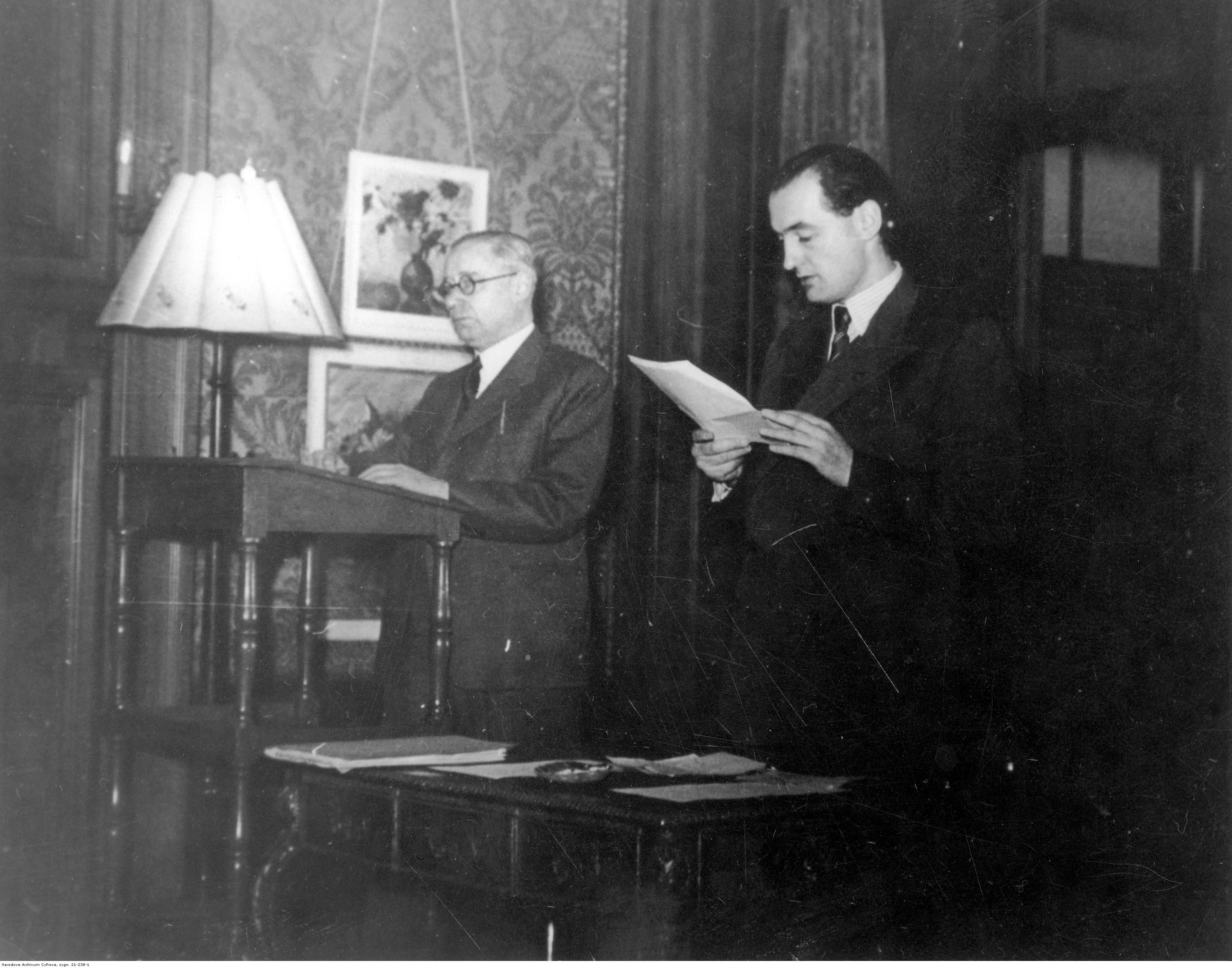
Zygmunt Nowakowski (z lewej) podczas zjazdu dziennikarzy polskich w Londynie, grudzień 1944

Był wieloletnim współpracownikiem Radia Wolna Europa. Na antenie tego radia prezentował, między innymi, własne gawędy historyczne, które później wydano w postaci zbioru.
W swoich tekstach prasowych i wystąpieniach posługiwał się często bardzo mocnymi określeniami i posądzeniami, wręcz obraźliwymi. Znana była np. jego silna niechęć do Zofii Kossak, którą oskarżał o to, że jest „agentką komunistyczną”.
Zmarł w Londynie. Zgodnie z ostatnią wolą Nowakowskiego, w lutym 1968 urna z jego prochami została przewieziona do kraju i złożona na cmentarzu Rakowickim w Krakowie (kwatera PAS 42-wsch-4).

## Dzieła
- zbiory felietonów:
  - Kucharz doskonały (1932)
  - Stawiam bańki! (1936)
  - Lajkonik (1938)
  - Lajkonik na wygnaniu (1963)
- powieści:
  - Przylądek Dobrej Nadziei (1931)
  - Start Edmunda Sulimy (1932)
  - Rubikon (1935)
  - Pani służba (1938)
  - Błękitna kotwica (1939)
- dzieła sceniczne:
  - Tajemniczy pan (1924)
  - Puchar wędrowny (1926)
  - Gałązka rozmarynu (1937)
- reportaże:
  - Geografia serdeczna (1931)
  - Niemcy à la minute (1933)
- opowiadania:
  - Złotówka Manoela (1937)
  - Pędziwiatr (Duns 1945)
- wspomnienia:
  - Mój Kraków (Nowy Jork 1946)
  - Z księgi zażaleń pielgrzymstwa polskiego (Bruksela 1949)

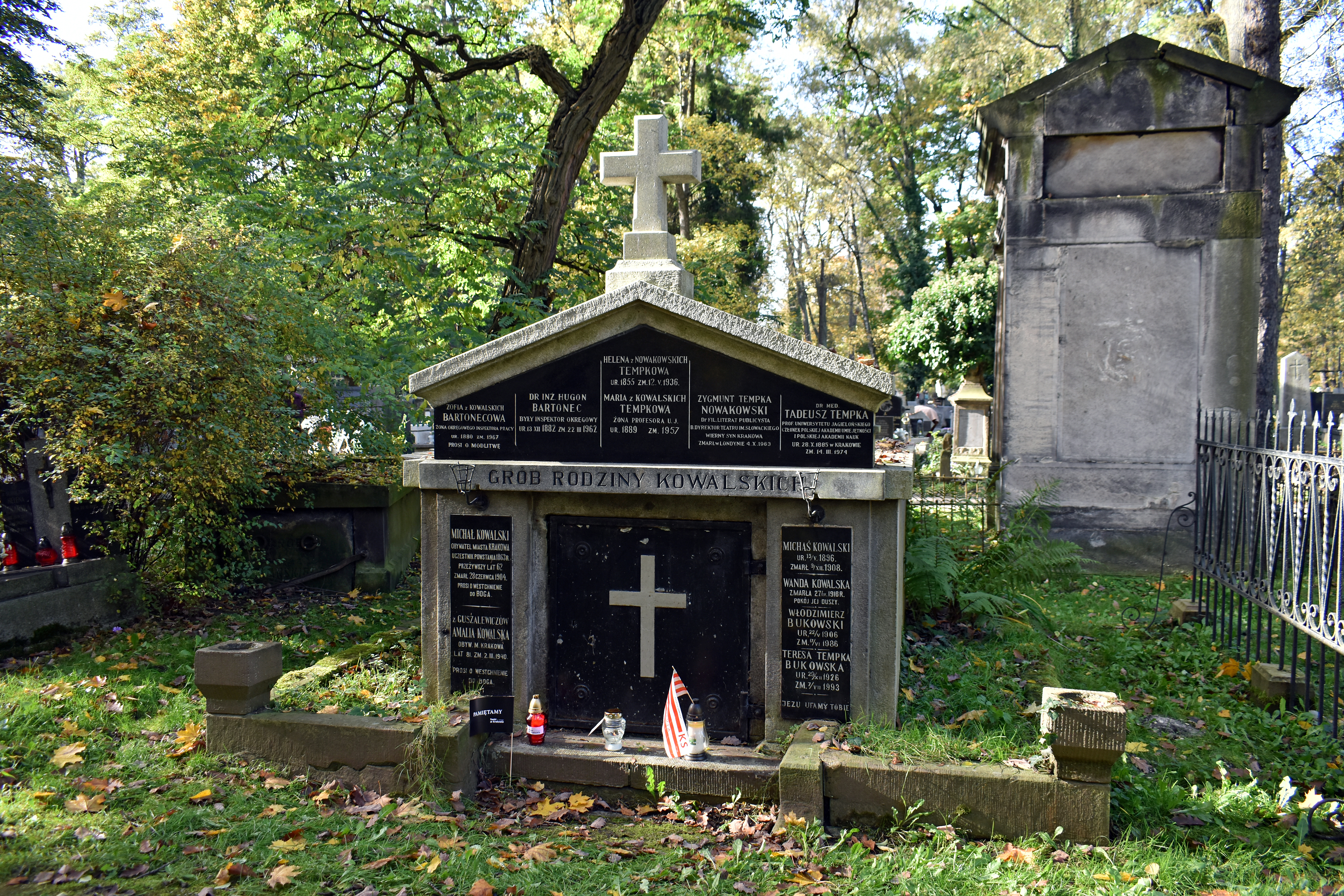
Grób Zygmunta Tempki-Nowakowskiego na cmentarzu Rakowickim w Krakowie

## Ordery i odznaczenia
- Złoty Krzyż Zasługi (30 stycznia 1930)[7]
- Złoty Wawrzyn Akademicki (4 listopada 1937)[8]

## Upamiętnienie
- Zygmunt Nowakowski jest patronem Szkoły Podstawowej w Trzęsówce[9].